# 布尔夏德三世 (施瓦本公爵)
布尔夏德三世（德語：Burchard III，約915年—973年11月12日），士瓦本公爵，图尔高、苏黎高與（可能的）拉埃提亚伯爵。
布尔夏德三世是士瓦本公爵布爾夏德二世與妻子蘇黎世的雷吉林達的兒子。926年其父於諾瓦拉战死之后继任士瓦本公爵的是康拉德家族的赫爾曼一世。为保证其安全，年幼的布尔夏德被送往萨克森。在萨克森他迎娶一位伊梅丁格家族的女子为妻，并育有韋廷伯爵希爾多里克一世與利斯高伯爵布尔夏德四世。之后布尔夏德三世又续娶巴伐利亞公爵海因里希一世之女黑德维希，二人无后。保存至今的霍恩特维尔城堡就是布尔夏德三世所建，附近的圣乔治修道院（Monastery of St.Georg）的建立者则是其妻黑德维希。
東法蘭克國王奥托一世之子士瓦本公爵鲁道夫因为叛乱被褫夺爵位。954年奥托一世在阿恩施塔特的帝國議會上将士瓦本公爵的头衔赋予自己的侄女婿布尔夏德三世。布尔夏德三世是奥托一世和王后意大利的阿德莱德的密友，经常在宫廷露面。在955年8月10日的莱希菲尔德之战中布尔夏德三世率军帮助奥托一世取得对馬札爾人的大胜。965年奥托一世第三次远征意大利，布尔夏德三世率军讨伐意大利国王贝伦加尔二世。6月25日於波河之战中击败伦巴第边境伯爵，从而再次将意大利纳入奥托王朝的控制下。972年，意大利南部的城邦也纷纷归顺，次年布尔夏德三世去世，葬于博登湖中赖兴瑙岛上修道院內的圣伊拉斯谟礼拜堂（Chapel of Saint Erasmus）。前任公爵鲁道夫之子奥托继任为士瓦本公爵。